# Gevlekte soeslik
De gevlekte soeslik (Spermophilus suslicus) is een grondeekhoorn die leeft op de steppen van Oost-Europa.

## Kenmerken
Hij is 18 tot 25 cm lang, met een kleine staart van slechts 3 à 4 cm. Mannetjes wegen gemiddeld 280 gram, vrouwtjes 224 gram. Hij lijkt sterk op de siesel (Spermophilus citellus), maar heeft lichte roomwitte vlekjes op zijn lichaam. Ook is de staart kleiner en dunner.

## Leefwijze
De soeslik is een sociaal dagdier. Soesliks leven in grote koloniën, waarbij wel 168 dieren op een hectare kunnen worden aangetroffen. Iedere soeslik heeft zijn eigen hol binnen de kolonie. Bij gevaar laat een soeslik een hoog, fluitend geluid horen. De gevlekte soeslik voedt zich voornamelijk met grassen en granen, soms aangevuld met knollen, insecten en kleine gewervelden. Doordat hij ook landbouwgewassen eet, kan hij een last zijn voor boeren. Van oktober tot april houdt de soeslik een winterslaap.

## Voortplanting
De paartijd valt in april en mei. Na een draagtijd van 23 tot 26 dagen worden in mei of juni vier tot acht jongen geworpen. De jongen zijn na een jaar geslachtsrijp.

## Vijanden
Zijn belangrijkste vijanden zijn de steppebunzing (Mustela eversmannii) en vele soorten roofvogels, vossen, ooievaars, meeuwen, raven en honden en katten.

## Verspreiding
De gevlekte soeslik komt voor op steppegebieden en landbouwgebieden. De soort komt voornamelijk voor in Oost-Europa, in Oekraïne, Zuid-Rusland, Noordoost-Roemenië en het woiwodschap Lubelskie in oostelijk Polen.